# ちちんぷいぷい
ちちんぷいぷいは、まじない用語である。一般には子供が怪我をしたときになだめる用語でもある。主に、母親、もしくは保母など保護的立場にある者が「ちちんぷいぷい、痛いの痛いの、飛んでけ！」といったように使用する。古くはもっと長く「チチンプイプイ御代（ゴヨ）の御宝（オンタカラ）」ととなえた。   
一説にはその語源は「知仁武勇御代の御宝」（ちじんぶゆう ごよのおたから）である。
テレビなどの子供向け番組では、忍者の呪文に使われたり、アラビアンナイトをモチーフにした番組での魔法の呪文に使われるなど、本来の意味とは異なった使用もされている。テレビなどの子供向け番組にも同名の題名が使用されていることがある。
1990年にアーノルド・シュワルツェネッガーが出演したアリナミンV（武田薬品工業）のコマーシャルでは、この言葉をもじった「ちちんブイブイ」という言い回しが使用され、「交響曲第7番 (ショスタコーヴィチ)」のメロディに乗せてこの言い回しで歌った。このCMソングをフルコーラスアレンジした「ちちんVV（ブイブイ）の唄」（歌：CM NETWORK）という楽曲がCD化されている。1991年に同商品のCMソングに起用されたCM NETWORK with 坪倉唯子の「魔人Vが行く」の歌詞にもこの言い回しは登場する。

## 他言語における類似例
- Sana、Sana、culito（Colita） de Rana. Si no sanas hoy, sanarás mañana - ラテン語圏の「痛いの痛いの飛んでいけ」、訳「治れ、治れ、カエルのおしり（しっぽ）。もし今日治らなかったら明日治れ」
- Pain pain go away - マザーグースの歌『Rain Rain Go Away（雨よ、雨よ、どっかいけ）』から。